# ロボマン
ロボマンは、SHUプロモーション所属のコントユニット。2019年結成。もともとは「ロボットまんぞうさん」というユニット名だったが、2020年「ロボマン」に改名。

## メンバー
- オラキオ（1977年9月5日 - ）、血液型O型。
  - 佐賀県鳥栖市出身。
  - 個人としてはライノプロダクション所属。
  - 元弾丸ジャッキー

- おかゆ太郎（1977年12月19日 - ）、血液型A型。
  - 新潟県新潟市出身。
  - 個人としてはSHUプロモーション所属。
  - 元ストロング・マイマイズ、渡辺ラオウ。

## 概要
オラキオ、おかゆ太郎、ともにピン芸人として活動していたが、2019年3月にユニット結成。
ネタは主にコント。ボケ・ツッコミの役割は固定されておらず、ネタによって入れ替わる。ツッコミなしで両者ともにボケることもある。

## エピソード
メンバーそれぞれ個人では体を使うネタをメインでやっていたが、芸人を始めるそもそものきっかけだった「ラーメンズのようなシュッとしたコントをやりたい」という原点に立ち返りコントユニットを結成。もともとのユニット名である「ロボットまんぞうさん」はオラキオの息子が命名。しかし、この名では売れなそうということで2020年1月「ロボマン」に改名。結成直後に出場したキングオブコント2019では準々決勝に進出。
2020年3月15日、初の単独公演「体大会」を開催予定であったが、新型コロナウイルス感染症の流行 (2019年-)により中止。

## 出演
ネット番組
- カンニング竹山の土曜TheNIGHT

ライブ
- 令和のオラキオ（2019年5月18日 LOFT9）
- 令和のオラキオ2（2019年12月10日 LOFT9）